# Northfield (hrabstwo Washington)
Northfield – wieś w Stanach Zjednoczonych, w stanie Vermont, w hrabstwie Washington.